# Oscar López (entrenador)
Oscar López (Lanús, 11 de diciembre de 1937 - ) es un exfutbolista y entrenador argentino. Actualmente tiene 87 años.

## Trayectoria
López empezó su carrera como futbolista en 1957 con Independiente de Avellaneda. En 1960, jugó en Banfield, formó parte del plantel que ganó el campeonato de Segunda División de Argentina en 1962.
En 1966 tuvo un paso por Boca Juniors sin éxito, debido a diversas lesiones. Luego, jugó por Quilmes Atlético Club antes de retornar a Banfield donde se retiró en 1971.
López empezó su carrera como entrenador poco después, hizo dupla en el banco con su colega Oscar Cavallero, ambos dirigieron muchos clubes entre los que destacan Quilmes Atlético Club en 1978, el Arsenal de Sarandí, Ferro Carril Oeste, Almirante Brown, Los Andes, Textil Mandiyú, San Lorenzo de Almagro, Banfield, Atlanta en 1983, Deportivo Español en 1984 hasta 1986, luego al Racing Club de Avellaneda,  Quilmes y Huracán también de Argentina, luego llegaron al Sporting Cristal de Perú un 11 de agosto de 1989 hasta junio de 1990 y a la Selección de fútbol de Armenia.

## Clubes

### Como futbolista
| Equipo                | País      | Temporadas | Partidos | Goles |
| --------------------- | --------- | ---------- | -------- | ----- |
| Independiente         | Argentina | 1957-1959  | 29       | 9     |
| Banfield              | Argentina | 1960-1965  | 143      | 45    |
| Boca Juniors          | Argentina | 1966       | 8        | 0     |
| Toronto Falcons       | Canadá    | 1967       | 25       | 12    |
| Quilmes Atlético Club | Argentina | 1967-1969  | 105      | 30    |
| Lanús                 | Argentina | 1970       | 5        | 0     |
| Banfield              | Argentina | 1971       | 18       | 2     |
| Total                 | Total     | Total      | 333      | 98    |

### Como entrenador
| Club                   | País      | Año       |
| ---------------------- | --------- | --------- |
| Banfield               | Argentina | 1974-1975 |
| Ferro Carril Oeste     | Argentina | 1977      |
| Quilmes Atlético Club  | Argentina | 1978      |
| Arsenal de Sarandí     | Argentina | 1980      |
| Ferro Carril Oeste     | Argentina | 1981      |
| Atlanta                | Argentina | 1983      |
| Deportivo Español      | Argentina | 1984-1985 |
| San Lorenzo de Almagro | Argentina | 1985      |
| Los Andes              | Argentina | 1987      |
| Almirante Brown        | Argentina | 1988      |
| Sporting Cristal       | Perú      | 1989-1990 |
| Textil Mandiyú         | Argentina | 1991-1992 |
| Banfield               | Argentina | 1994      |
| Huracán                | Argentina | 1998      |
| Racing Club            | Argentina | 2000-2001 |
| Pyunik Yerevan         | Armenia   | 2002-2003 |
| Selección de Armenia   | Armenia   | 2003-2004 |
| Ferro Carril Oeste     | Argentina | 2004      |
| El Porvenir            | Argentina | 2011      |